# Nord-Süd-Fernbahn
Nord-Süd-Fernbahn (linia średnicowa północ-południe w Berlinie) – czterotorowa i zelektryfikowana główna linia kolejowa w Berlinie, w Niemczech.
Linia została otwarta 27 maja 2006 roku i jest kluczowym elementem przyjętej w 1992 roku tak zwanej koncepcji „grzyba” (Pilzkonzept) Deutsche Bahn w Berlinie.
Najważniejszym obiektem jest ponad 3,5 km tunel kolejowy z Moabit na północ od dworca głównego w Berlinie do Park am Gleisdreieck w Kreuzberg.